# أوقست شميت
أوقست شميت (بالألمانية: August Schmidt)‏ هو ضابط ألماني، ولد في 1 فبراير 1883 في هيلدسهايم في ألمانيا، وتوفي في 23 نوفمبر 1955 في روتنبورغ أن در فومه في ألمانيا.